# Vera Brittain
Vera Mary Brittain (Newcastle-under-Lyme, 29 de dezembro de 1893 – Londres, 29 de março de 1970) foi uma enfermeira, escritora, feminista e pacifista britânica. No seu livro de memórias, Testament of Youth, Vera relatou as suas experiências durante a Primeira Guerra Mundial e o início da sua jornada no pacifismo.

## Biografia
Nascida em Newcastle-under-Lyme, Vera era a filha de uma família abastada que era proprietária de fábricas de papel em Hanley e Cheddleton. O seu pai, Thomas Arthur Brittain (1864-1935) era um fabricante de papel e a sua mãe era Edith Bervon Brittain (1868-1948). Vera teve uma infância normal, sendo o seu irmão o seu companheiro mais próximo. Quando Vera tinha dezoito meses, a família mudou-se para Macclesfield, em Cheshire e quando ela tinha onze anos mudou-se novamente para a cidade de Buxton no Derbyshire. Aos treze anos, Vera começou a frequentar o internato St Monica's no Surrey onde a sua tia era diretora.
Apesar das objeções iniciais do seu pai, Vera começou por estudar Literatura Inglesa na Somerville College da Universidade de Oxford. Ela deixou o curso durante um ano, a partir do verão de 1915, para se voluntariar como enfermeira durante a Primeira Guerra Mundial, inicialmente em Buxton e, mais tarde, em Londres, Malta e na França. Seu irmão, seu noivo e dois amigos próximos morreram durante a guerra. As cartas que eles enviaram uns aos outros foram publicadas no livro Letters from a Lost Generation.
Ao regressar a Oxford após a guerra para estudar História, Vera teve dificuldades em adaptar-se à vida na Inglaterra do pós-guerra. Nesta altura, conheceu Winifred Holtby e as duas tornaram-se grandes amigas com o desejo de se estabelecerem na cena literária de Londres. A amizade durou até à morte de Holtby de falência renal em 1935. Vera foi ainda colega das escritoras Dorothy L. Sayers, Hilda Reid, Margaret Kennedy e Sylvia Thompson enquanto estudava na Somerville.
Em 1925, Vera casou-se com George Catlin (1896-1979), um cientista político. O seu filho, John Brittain-Catlin (1927-1987), com quem Vera teve uma relação difícil, foi um artista, pintor, empresário e autor da autobiografia Family Quartet, publicada em 1987. A sua filha, nascida em 1930, é a ex-ministra do Partido Trabalhista, Shirley Williams.
O primeiro romance de Vera publicado, The Dark Tide (1923) provocou um escândalo, uma vez que fazia uma caricatura dos professores da Universidade de Oxford, especialmente da faculdade de Somerville. Em 1933, publicou o trabalho que a tornaria famosa: Testament of Youth, seguido por Testament of Friendship (1940) - um tributo e biografia da sua amiga Winfred Holtby - e Testament of Experience (1957), a continuação da sua própria história de vida entre 1925 e 1950. Vera escrevia os seus romances com sentimento e com base nas suas próprias experiências e pessoas que conhecia. O seu romance Honourable Estate (1936) é autobiográfico e baseia-se na amizade falhada de Vera com a escritora Phyllis Bentley, na sua paixão pelo editor americano George Brett Jr. e na morte do seu irmão em batalha durante a Primeira Guerra Mundial. Os diários de Vera foram publicados em 1981 com o título Chronicle of Youth.

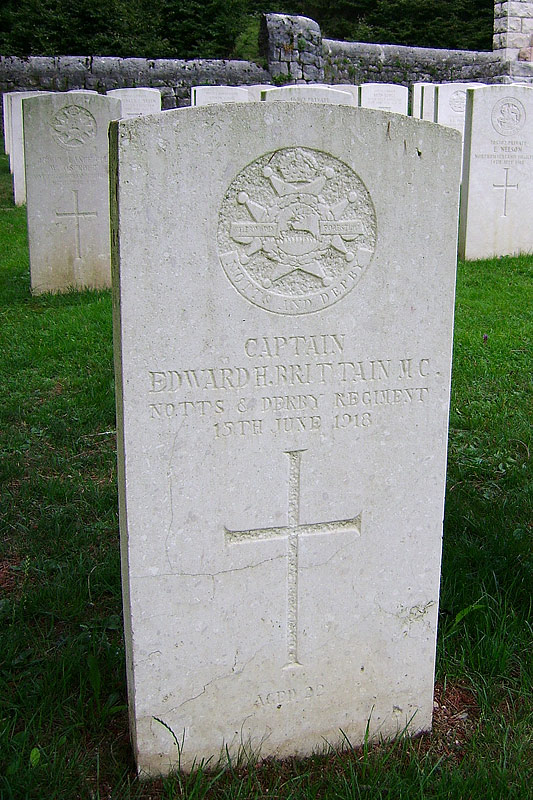
Campa de Edward Brittain, o irmão mais novo de Vera, em Asiago, Itália.

Na década de 1920, Vera começou a discursar regularmente em nome da League of Nations Unions. Em junho de 1936, foi convidada a discursar num comício pela paz em Dorchester onde se juntou a nomes conhecidos do pacifismo como Dick Sheppard, George Lansbury, Laurence Housman e Donald Soper. Após este evento, Sheppard convidou-a a juntar-se à Peace Pledge Union. Após seis meses de refleção, Vera aceitou o convite em janeiro de 1937. Mais tarde nesse ano ela também se juntou à Anglican Pacifist Fellowship. A sua afiliação ao pacifismo tornou-se ainda mais forte durante a Segunda Guerra Mundial quando criou um boletim de notícias, o Letters for Peacelovers. No boletim, Vera exprimia as suas opiniões sobre o conflito que, por vezes, consistiam em críticas à forma como o Governo estava a conduzir a guerra. Num dos boletins, Vera criticou o bombardeamento de zonas urbanas alemãs, o que provocou alguma polémica e a tornou bastante impopular na época. A sua opinião levou a que fosse incluída no "Livro Negro do Nazismo", uma lista com quase 3000 pessoas que seria imediatamente presa no caso de uma invasão alemã no Reino Unido.
Vera era uma pacifista prática uma vez que ajudou no esforço da guerra ao trabalhar como vigilante de incêndios e ao viajar pelo país para conseguir donativos para a campanha de distribuição de alimentos da Peace Pledger Union. 
A partir da década de 1930, Vera começou a escrever regularmente para a revista pacifista Peace News. Ela acabou por ser convidada a juntar-se ao conselho editorial da revista e nas décadas de 1950 e 1960 escreveu artigos contra o apartheid e o colonialismo e a favor do desarmamento nuclear.
Em novembro de 1966, Vera teve uma queda aparatosa numa rua mal iluminada de Londres quando se dirigia para o local onde ia discursar. Ela não faltou ao seu compromisso, mas acabou por descobrir que tinha partido o braço esquerdo e o dedo mindinho na mão direita. Estes ferimentos foram o início do declínio da sua saúde física e mental e ela foi ficando cada vez mais confusa e isolada.
Vera Brittain faleceu em Wimbledon, Londres no dia 29 de março de 1970 aos 76 anos. Ela nunca conseguiu se recuperar da morte do seu irmão Edward na Primeira Guerra Mundial e pediu que as suas cinzas fossem depositadas na campa dele em Asiago na Itália: "durante quase 50 anos, o meu coração ficou no cemitério daquela aldeia italiana". A filha de Vera cumpriu o seu último desejo em setembro de 1970.